# Быжга
Быжга — река в России, протекает в Косинском и Соликамском районах Пермского края.

## География
Устье реки находится в 5,1 км по правому берегу реки Гижга. Длина реки составляет 13 км. Течёт главным образом в юго-восточном направлении.

## Данные водного реестра
По данным государственного водного реестра России относится к Камскому бассейновому округу, водохозяйственный участок реки — Кама от водомерного поста у села Бондюг до города Березники, речной подбассейн реки — бассейны притоков Камы до впадения Белой. Речной бассейн реки — Кама.
Код объекта в государственном водном реестре — 10010100212111100003993.